# تلسکوپ زیرمیلیمتری هاینریش هرتز

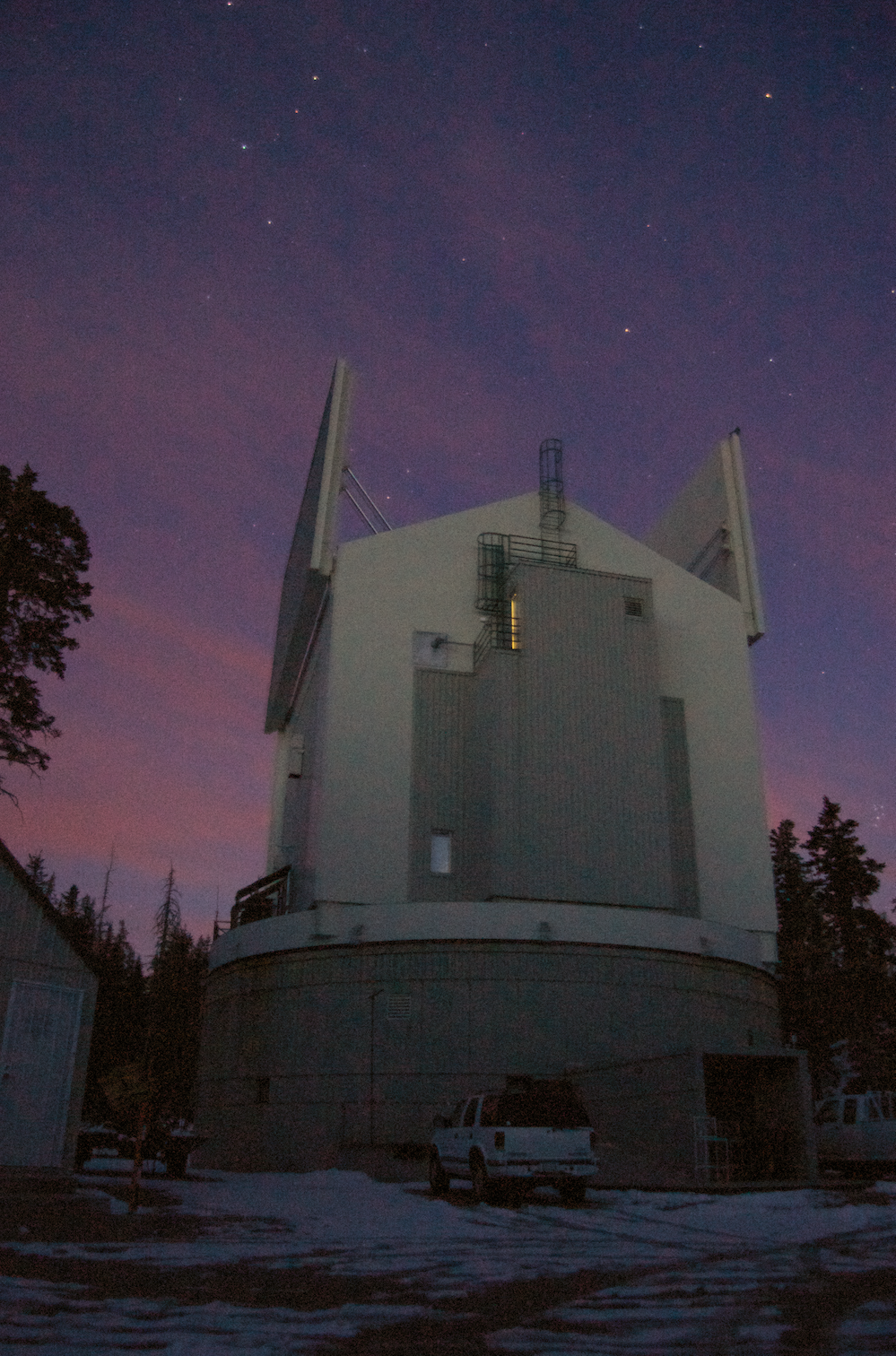

تلسکوپ زیرمیلیمتری هاینریش هرتز (به انگلیسی: Heinrich Hertz Submillimeter Telescope) مشهور به اس ام تی، نام یک تلسکوپ بزرگ در طیف امواج زیرمیلیمتری در آریزونا است.
این تلسکوپ در ۱۹۹۳ تأسیس گردید و قطر گیرنده آن ۱۰ متر است.
این تلسکوپ متعلق به رصدخانه رادیویی آریزونا است.

## نگارخانه

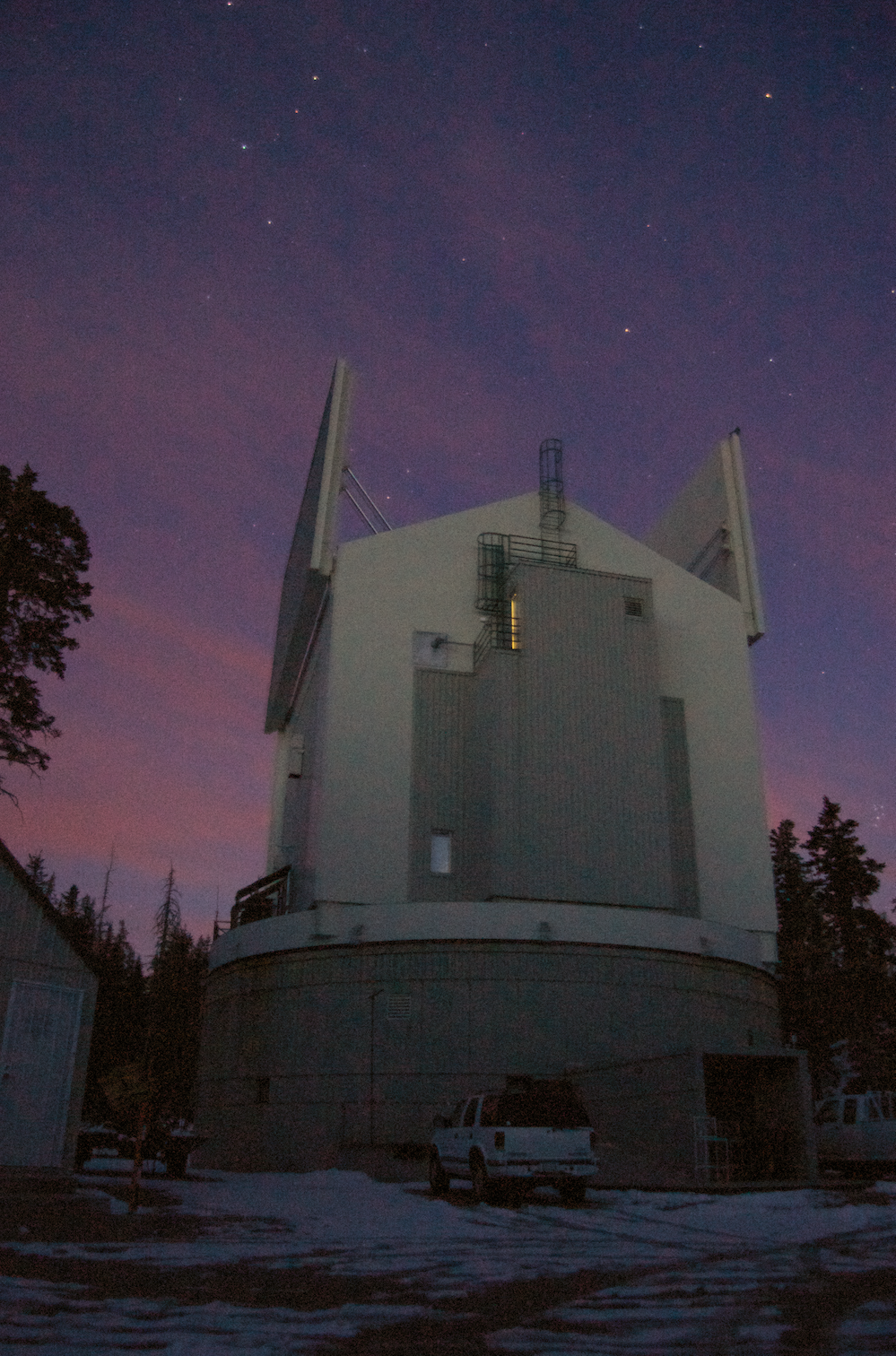
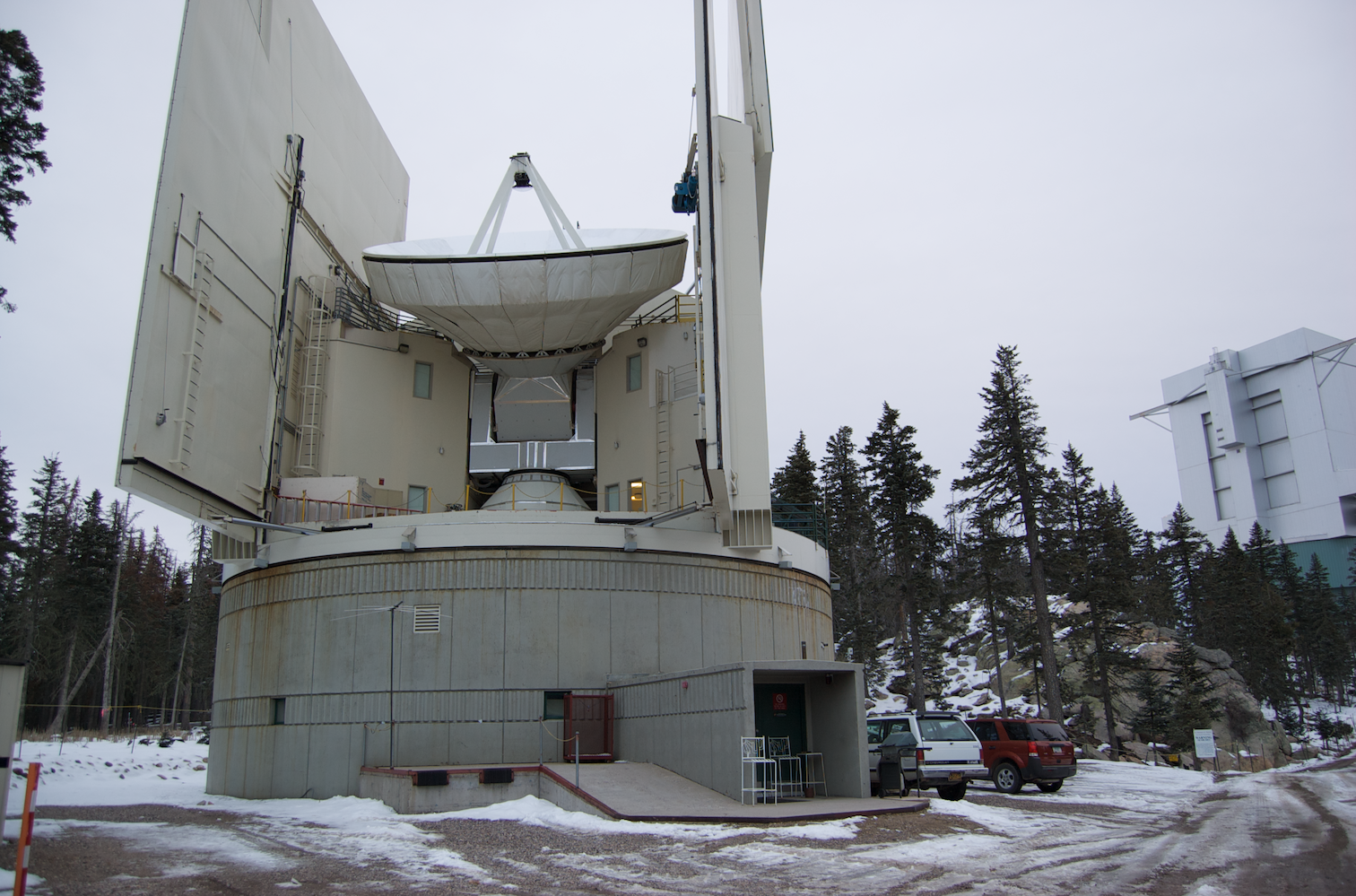
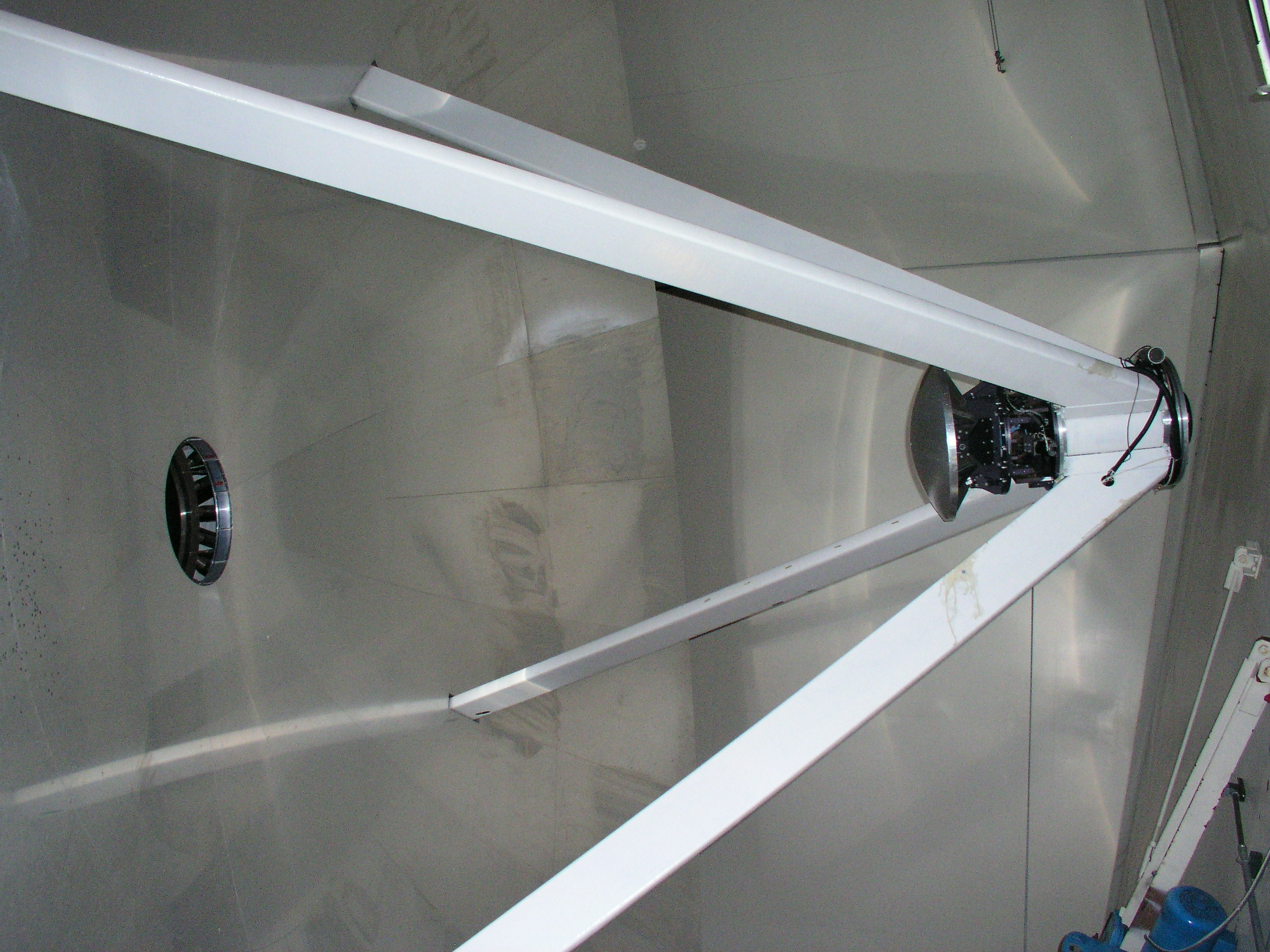
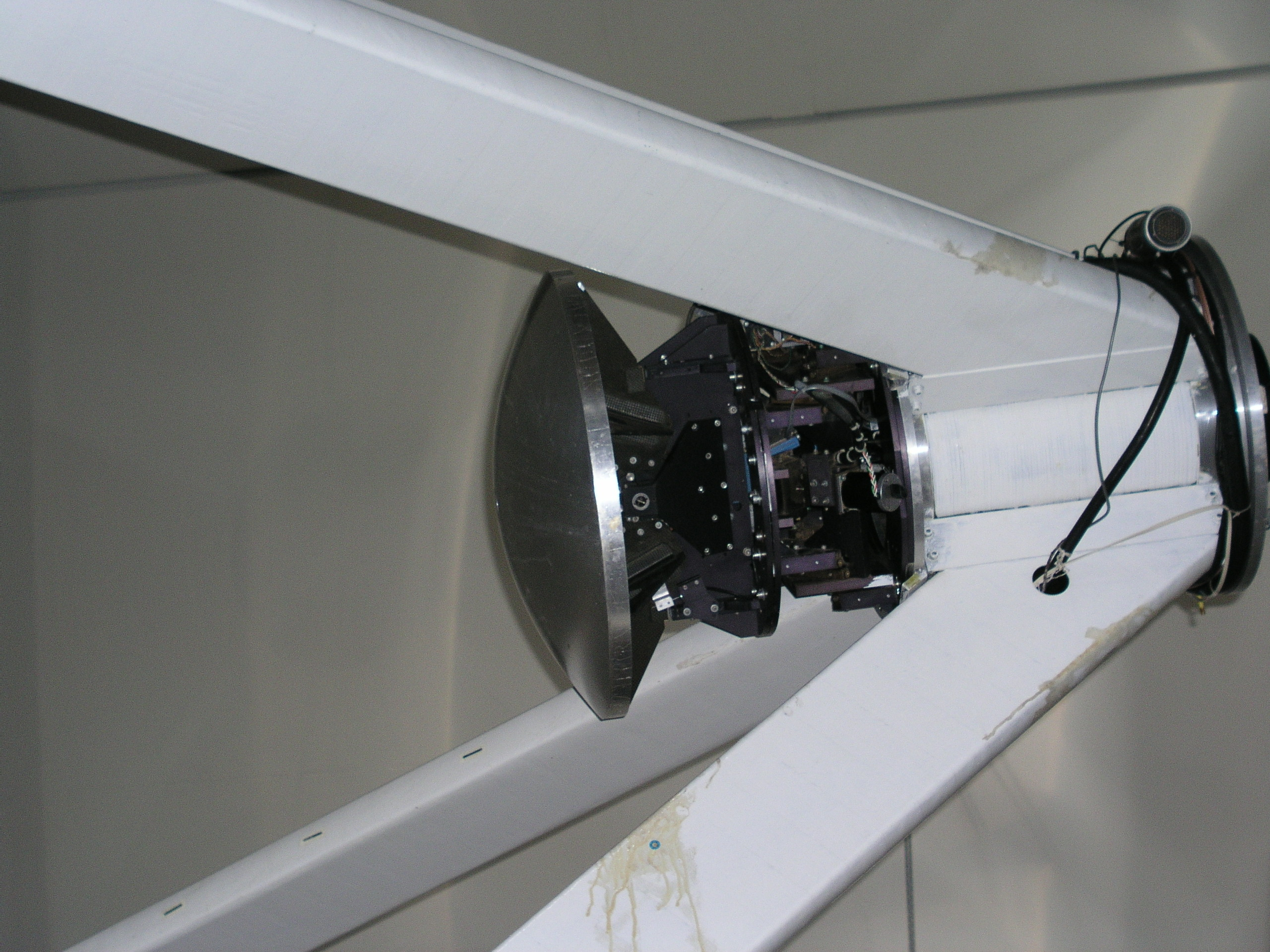
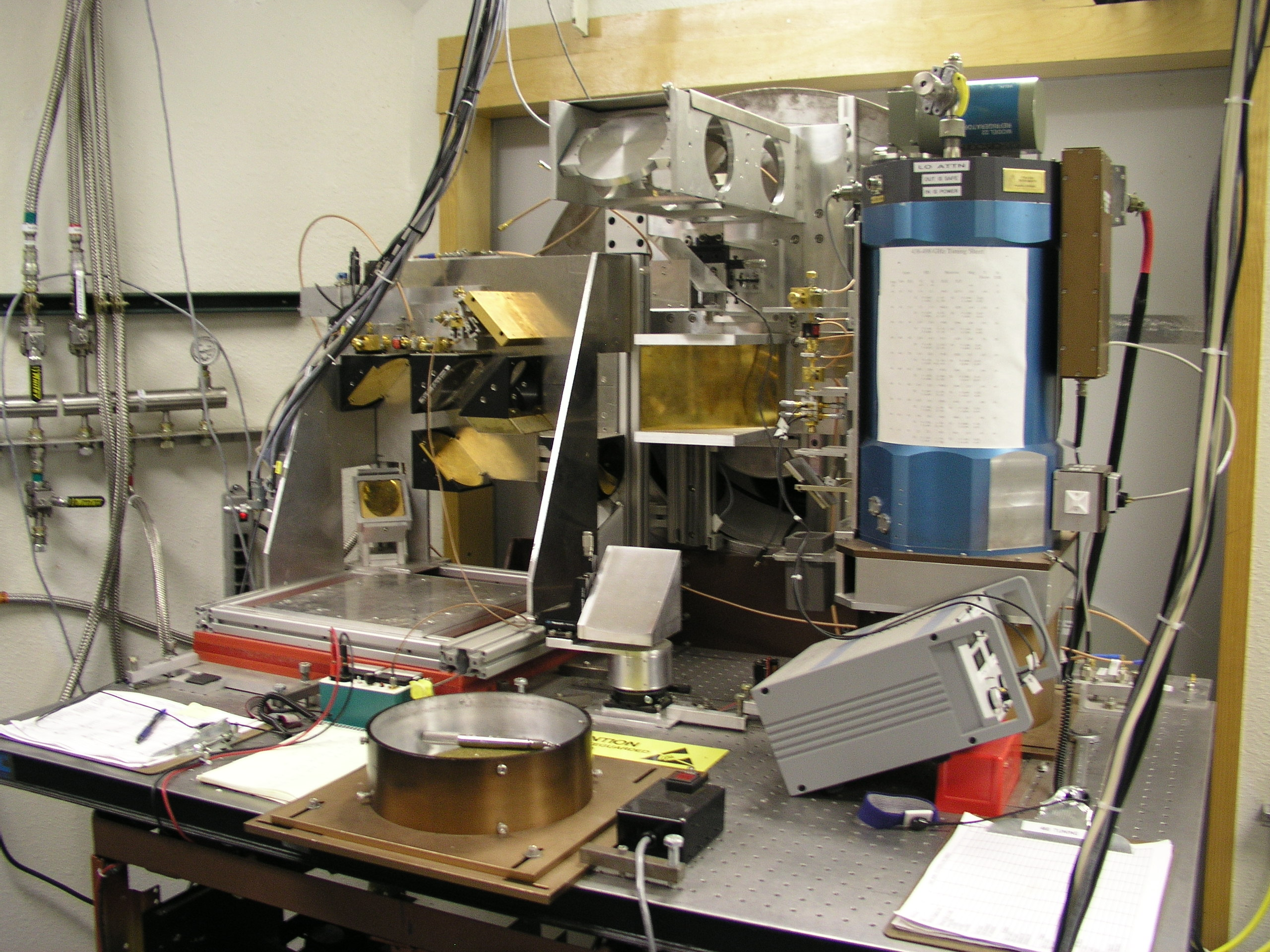
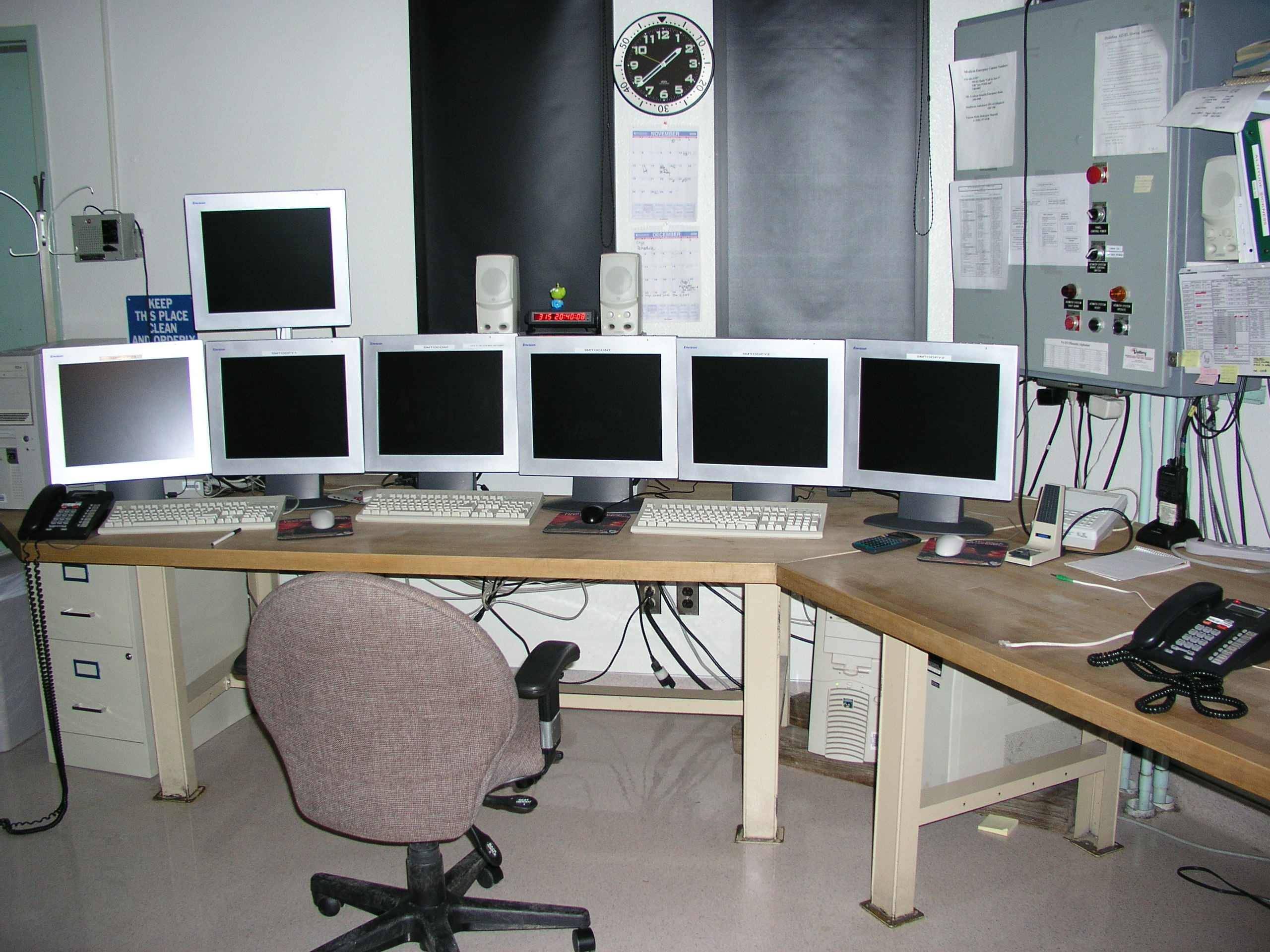
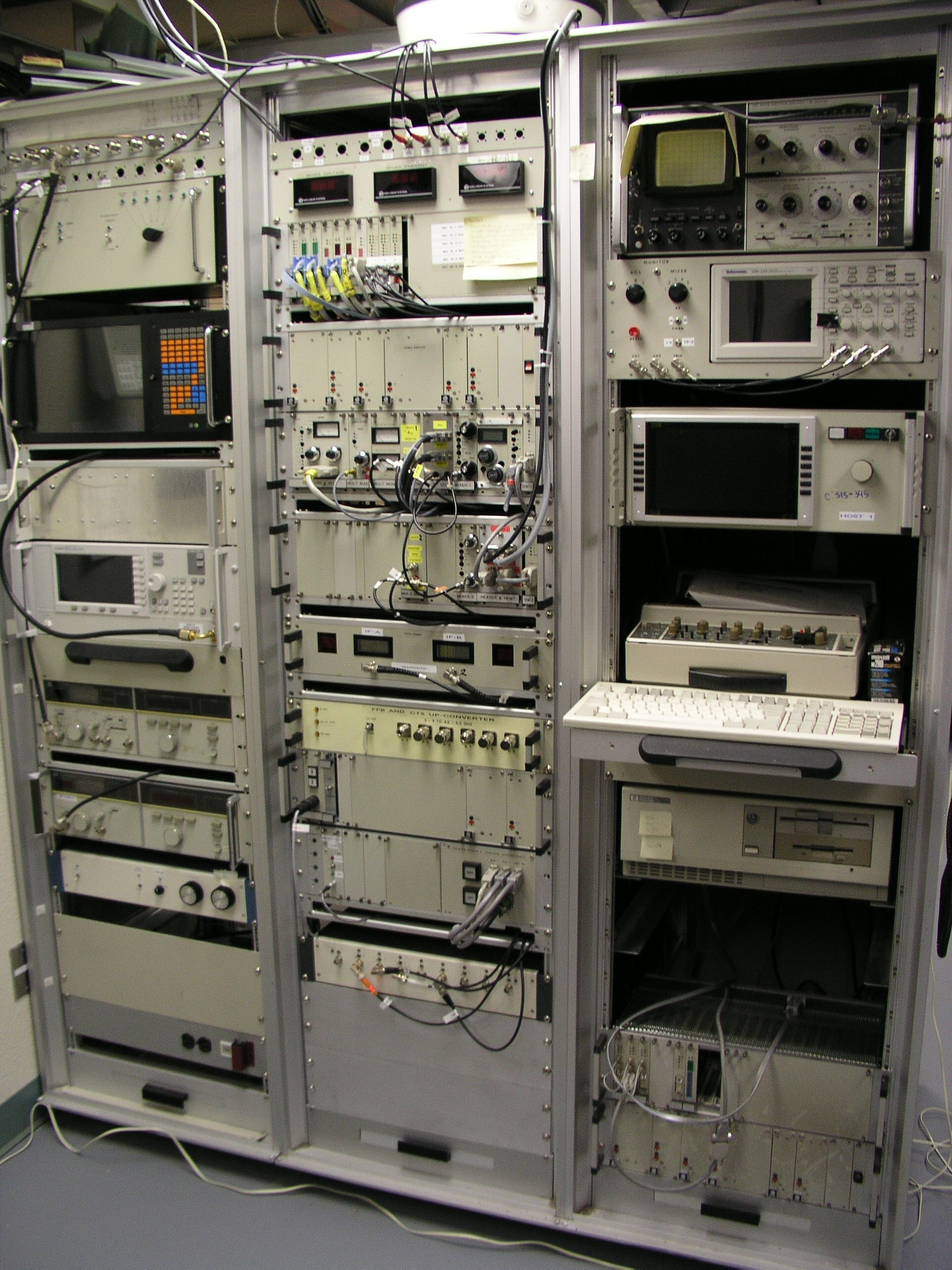

## پبوند به بیرون
- وبگاه اروپایی